# Pańska Góra (Góry Orlickie)
 Pańska Góra  (czes.) Panský kopec 772 m n.p.m. – wzniesienie w Górach Orlickich w Sudetach Środkowych.
Wzniesienie położone w Sudetach Środkowych, w północno-zachodniej części Grzbietu Głównego Gór Orlickich zwanym Czeskim Grzebieniem, rozdzielającym doliny rzek Olešenki i Bystrej. Wznosi się około 7,7 km na południowy zachód od centrum Dusznik Zdr..
Kopulaste wzniesienie o wyraźnie zaznaczonym wierzchołku i łagodnie opadających zboczach w kierunku południowym, wschodnim i północnym, stanowi wyraźną kulminacją pomiędzy dolinami rzek: Olešenki na południu i Bystrej (Klikawy) na północy. Wyrasta z najdłuższego Grzbietu Głównego, ciągnącego się od południowego wschodu przez Wielką Desztnę, Zielony Garb, Orlicę w kierunku zachodnim. Wzniesienie zbudowane jest z łupków łyszczykowych z wkładkami wapieni krystalicznych należących do metamorfiku bystrzycko-orlickiego. Północne zbocze wraz ze szczytem porasta las świerkowy z domieszką brzóz, natomiast wschodnie zbocze pokrywa malownicza łąka z efektowną panoramą na Orlicę. Niższe partie zachodniego zbocza poniżej poziomu 700 m porasta las, głównie świerkowy, natomiast u podnóża niewielką część południowego i zachodniego zbocza zajmują użytki rolne. Na północ od szczytu położona jest miejscowość Lewin Kłodzki a u południowego podnóża rozciąga się czeska miejscowość Olešnice v Orlických horách. Południowym zboczem 100m poniżej szczytu przechodzi granica polsko-czeska. Położenie góry na północno-zachodnim skraju Gór Orlickich, oraz kształt czynią górę rozpoznawalną w terenie.

## Turystyka

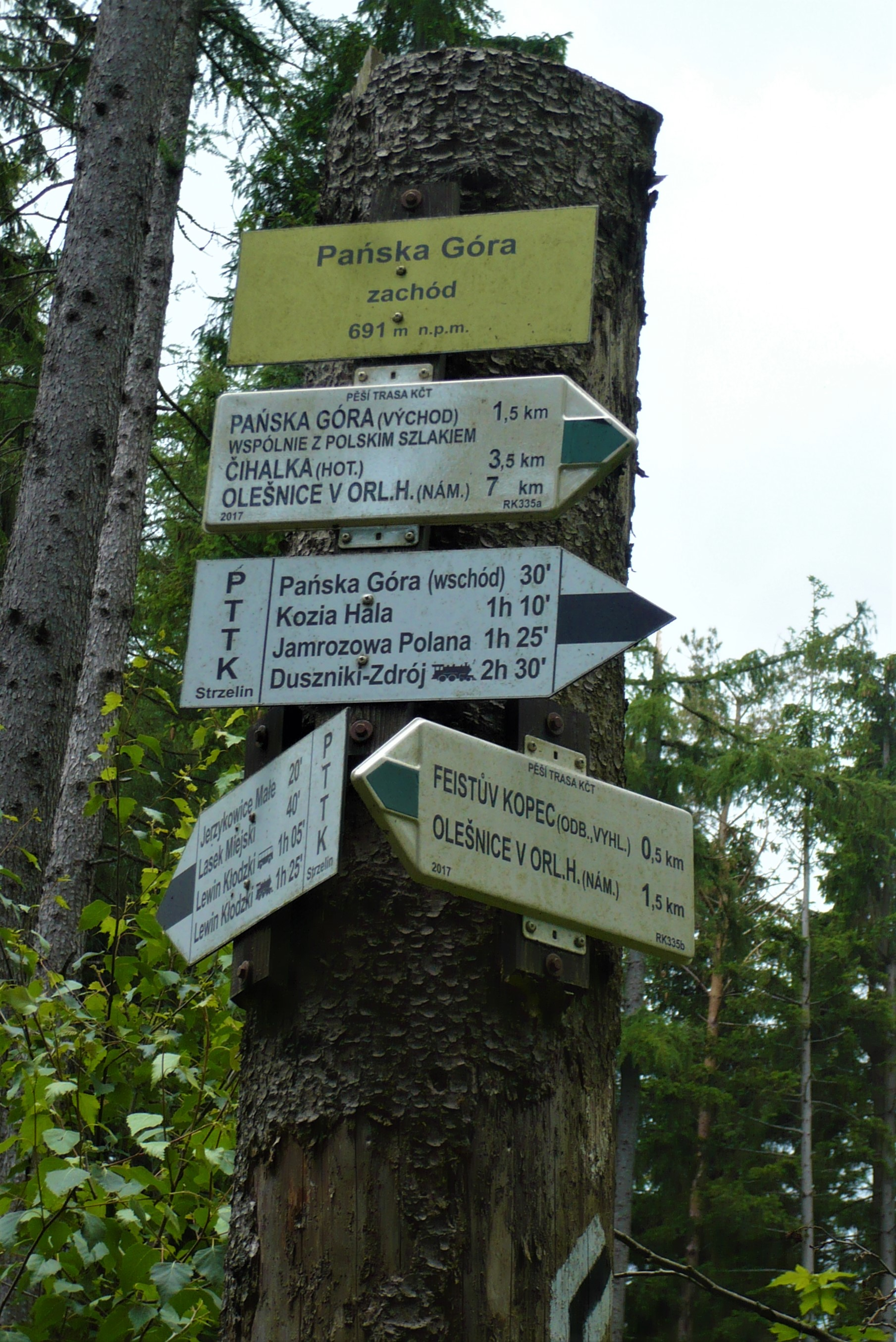
Znak

- Przez wzniesienie nie prowadzi szlak turystyczny, na szczyt można dojść od Drogi Orlickiej prowadzącej do Zieleńca.
- Szczyt wzniesienia położony jest około 100 metrów na północ od polsko-czeskiej granicy[1].
- Z płytkiego siodła na wschód od wierzchołka Pańskiej Góry ładnie widać Grodczyn i Góry Stołowe, a przy sprzyjających warunkach widoczne są Karkonosze[1].